# Myomacrostomum unichaeta
Myomacrostomum unichaeta is een platworm (Platyhelminthes). De worm is tweeslachtig. De soort leeft in het zoute water.
Het geslacht Myomacrostomum, waarin de platworm wordt geplaatst, wordt tot de familie Dolichomacrostomidae gerekend. De wetenschappelijke naam van de soort werd voor het eerst geldig gepubliceerd in 1986 door Rieger.